# Артистичне плавання на Чемпіонаті світу з водних видів спорту 2022 — дует, технічна програма
Змагання з артистичного плавання в технічній програмі дуетів на Чемпіонаті світу з водних видів спорту 2022 відбулися 17 і 19 червня 2022 року.

## Результати
Попередній раунд розпочався 17 червня о 13:00 за місцевим часом. Фінал відбувся 19 червня о 16:00 за місцевим часом.
Зеленим позначено фіналісток
| Місце | Країна          | Плавчині                                       | Попередній раунд | Попередній раунд | Фінал   | Фінал |
| Місце | Країна          | Плавчині                                       | Очки             | Місце            | Очки    | Місце |
| ----- | --------------- | ---------------------------------------------- | ---------------- | ---------------- | ------- | ----- |
| 1     | Китай           | Ван Люї Ван Цяньї                              | 92.6378          | 1                | 93.7536 | 1     |
| 2     | Україна         | Марина Алексіїва Владислава Алексіїва          | 91.8565          | 2                | 91.8617 | 2     |
| 3     | Австрія         | Анна-Марія Александрі Ейріні-Марина Александрі | 90.2869          | 3                | 91.2622 | 3     |
| 4     | Японія          | Мое Хіґа Меґуму Йосіда                         | 90.0294          | 4                | 89.9444 | 4     |
| 5     | Італія          | Лінда Черруті Констанца Ферро                  | 89.4116          | 5                | 89.8733 | 5     |
| 6     | Мексика         | Нурія Діосгадо Хоана Хіменес                   | 85.6160          | 6                | 87.1936 | 6     |
| 7     | США             | Аніта Альварес Меґумі Філд                     | 85.5281          | 8                | 86.4262 | 7     |
| 8     | Нідерланди      | Брег'є де Брауер Марлус Стенбек                | 85.5859          | 7                | 86.1420 | 8     |
| 9     | Велика Британія | Кейт Шортман Ізабелл Торп                      | 84.8081          | 9                | 84.9751 | 9     |
| 10    | Ізраїль         | Еден Блехер Шеллі Бобріцкі                     | 84.0556          | 10               | 84.2990 | 10    |
| 11    | Німеччина       | Марлен Боєр Мішель Ціммер                      | 82.7121          | 11               | 82.7570 | 11    |
| 12    | Південна Корея  | Hur Yoon-seo Lee Ri-young                      | 80.6840          | 12               | 80.3069 | 12    |
| 13    | Швейцарія       | Емма Ґросвенор Margaux Varesio                 | 79.9267          | 13               |         |       |
| 14    | Сан-Марино      | Ясмін Вербена Ясмін Зонзіні                    | 78.7143          | 14               |         |       |
| 15    | Бразилія        | Jullia Catharino Laura Miccuci                 | 78.4679          | 15               |         |       |
| 16    | Сінгапур        | Деббі Со Мія Йон                               | 78.4116          | 16               |         |       |
| 17    | Сербія          | Софія Джипкович Єлена Контич                   | 76.3368          | 17               |         |       |
| 18    | Чехія           | Кароліна Клускова Анета Мразкова               | 76.2891          | 18               |         |       |
| 19    | Угорщина        | Лінда Фаркаш Богларка Гач                      | 75.4002          | 19               |         |       |
| 20    | Єгипет          | Надін Барсум Нехал Саафан                      | 75.3417          | 20               |         |       |
| 21    | Колумбія        | Меліса Себальйос Естефанія Роа                 | 74.3560          | 21               |         |       |
| 22    | Уругвай         | Клара Де Леон Агустіна Медіна                  | 72.7254          | 22               |         |       |
| 23    | Аргентина       | Луїсіна Кауссі Каміла Пінеда                   | 72.2259          | 23               |         |       |
| 24    | Швеція          | Анна Геґдаль Клара Тернстрем                   | 71.0101          | 24               |         |       |
| 25    | Туреччина       | Selin Telci Ece Üngör                          | 70.1780          | 25               |         |       |
| 26    | Австралія       | Georgia Courage-Gardiner Milena Waldmann       | 69.6770          | 26               |         |       |
| 27    | Куба            | Габріела Альпахон Stephany Urbina              | 66.7595          | 27               |         |       |
| 28    | Таїланд         | Pongpimporn Pongsuwan Supitchaya Songpan       | 66.5138          | 28               |         |       |
| 29    | Мальта          | Thea Blake Ana Culic                           | 64.5435          | 29               |         |       |
| 30    | ПАР             | Skye MacDonald Xera Vegter                     | 64.3119          | 30               |         |       |
| 31    | Аруба           | Марія Салазар Мелані Тромп                     | 64.1479          | 31               |         |       |
| 32    | Коста-Рика      | Марія Альфаро Анна Мітініан                    | 63.6299          | 32               |         |       |